# Yang Baibing
Yang Baibing (chinesisch 楊白冰 / 杨白冰, Pinyin Yáng Báibīng; Geburtsname: Yang Shangzheng; * 9. September 1920 in Tongnan, Chongqing; † 15. Januar 2013) war ein chinesischer General der Volksbefreiungsarmee und Politiker der Kommunistischen Partei Chinas (KPCh), der zwischen 1992 und 1997 Mitglied des Politbüros der Kommunistischen Partei Chinas war.

## Leben
Yang Baibing, der zum Han-Volk gehörte, war ein Bruder von Yang Shangkun, der zwischen 1988 und 1993 Staatspräsident der Volksrepublik China war. Er wurde 1938 Mitglied der Kommunistischen Partei Chinas (KPCh) und besuchte zwischen 1938 und 1939 die Öffentliche Schule von Nord-Shaanxi sowie an der Anti-Japanischen Militärischen und Politischen Universität in Yan’an. In der Zeit von 1944 bis 1945 war er Politischer Assistent für Rückwärtige Dienste der in Yan’an stationierten 129. Division der 8. Marscharmee. Nach Gründung der Volksrepublik China am 1. Oktober 1949 fungierte er zwischen 1950 und 1960 als Leiter der Sektion Organisation der Logistikabteilung des Militärkommandos Südwest sowie als Leiter der Organisationsabteilung des Militärkommandos Chengdu. Er absolvierte die Politschule der Volksbefreiungsarmee. Anschließend war er zwischen 1960 und 1966 stellvertretender Leiter der Politischen Abteilung des Militärkommandos Chengdu. Während der zwischen 1966 und 1976 dauernden Kulturrevolution wurde er verfolgt und befand sich von 1976 bis 1978 in Haft.
Nach seiner Haftentlassung war Yang zwischen 1978 und 1982 stellvertretender Leiter der Politischen Abteilung des Militärkommandos Peking sowie von 1982 bis 1985 stellvertretender Kommissar des Militärkommandos Peking, ehe er schließlich zwischen 1985 und 1987 Kommissar des Militärkommandos Peking war. Auf dem XIII. Parteitag der KPCh (25. Oktober bis 2. November 1987) wurde er erstmals Mitglied des Zentralkomitees (ZK) und gehörte diesem Gremium nach seiner Wiederwahl auf dem XIV. Parteitag der KPCh (12. bis 19. Oktober 1992) bis zum 19. September 1997 an. 1987 wurde er Leiter und Sekretär des Parteikomitees der Allgemeinen Politischen Abteilung der Volksbefreiungsarmee und verblieb auf diesen Funktionen bis 1989. Im September 1988 erfolgte seine Beförderung zum General. Außerdem wurde er 1989 Mitglied der Zentralen Militärkommission der Volksrepublik China.
Am 9. September 1989 wurde Yang Baibing Mitglied des Sekretariat des ZK der KPCh und bekleidete diese Funktion bis zum 19. Oktober 1992. Er war als Nachfolger von Yu Qiuli seit 1987 des Weiteren Generalsekretär der Zentralen Militärkommission. Auf dem XIV. Parteitag der KPCh (12. bis 19. Oktober 1992) wurde er außerdem Mitglied des Politbüros der Kommunistischen Partei Chinas und gehörte auch diesem Gremium ebenfalls bis zum 19. September 1997 an. Während Deng Xiaopings Südtour vom 18. Januar bis 21. Februar 1992 wurde er von diesem kritisiert. Am 23. Januar besuchte Deng Zhuhai, eine weitere Sonderwirtschaftszone in der Provinz Guangdong. In Zhuhai betonte Deng gegenüber mehreren Militärführern der Volksbefreiungsarmee, darunter Yang Shangkun, Liu Huaqing und Yang Baibing, dass „diejenigen, die keine Reformen fördern, von ihren Führungspositionen gestürzt werden sollten“. Daraufhin wurde er von Deng mit Unterstützung von Zeng Qinghong und Zhang Wannian von seinem Posten als Generalsekretär der Zentralen Militärkommission abgesetzt. 300 seiner Gefolgsleute wurden in untergeordnete Positionen versetzt.